# Süskind (film)
Süskind is een Nederlandse oorlogsfilm geregisseerd door Rudolf van den Berg. Het scenario is gebaseerd op het waargebeurde verhaal rondom Walter Süskind. De film ging op 19 januari 2012 in de Nederlandse bioscopen in première.

## Verhaal
In 1942, tijdens de Duitse bezetting, besluit de Duitse, in Amsterdam wonende Jood Walter Süskind medewerker te worden van de Joodse Raad, om zo voorlopig te worden gevrijwaard van deportatie. Hij wordt beheerder van de Hollandsche Schouwburg, waar Joden gevangen worden gehouden in afwachting van transport naar kamp Westerbork. Hij krijgt echter wroeging over zijn medewerking aan de deportatie van andere Joden, te meer nadat hij hoort dat ze in Polen vergast worden.
Samen met anderen helpt hij kinderen ontsnappen en onderduiken, en ze bovendien uit de administratie te laten verdwijnen door cartotheekkaarten te verbranden en de namen uit lijsten te verwijderen. De kinderen die hij helpt onder te duiken worden eerst verstopt in het konijnen schuurtje achter het verblijf van de kinderen. Hij stuurt ook vervalste brieven, zogenaamd afkomstig van de Joodse Raad, aan de 7000 oorspronkelijk van deportatie gevrijwaarde Joden die nu toch moeten vertrekken; in de valse brief staat dat ze toch kunnen blijven.
Ferdinand aus der Fünten voelt zich niet verantwoordelijk voor wat er met de Joden gebeurt na vertrek naar Westerbork. Zelf wordt hij op zijn kop gezeten door zijn superieur Willy Lages wanneer het aantal naar Westerbork gestuurde Joden lager is dan bevolen. Aus der Fünten is bang dat hij naar het oostfront gestuurd wordt; hiermee wordt gedreigd als hij niet genoeg Joden levert.
Om vertrouwen te winnen cultiveert Süskind vriendschappelijke betrekkingen met Aus der Fünten. Dat helpt hem eerst wel zijn verzetswerk te kunnen uitvoeren, maar later wordt hij ontmaskerd, en worden hij en zijn vrouw en kind naar Westerbork gedeporteerd. Zijn vrouw en kind worden vervolgens naar het oosten gedeporteerd; hij gaat vrijwillig mee.

## Rolverdeling
| Acteur                | Personage                |
| Hoofdrollen           | Hoofdrollen              |
| --------------------- | ------------------------ |
| Jeroen Spitzenberger  | Walter Süskind           |
| Karl Markovics        | Ferdinand aus der Fünten |
| Nyncke Beekhuyzen     | Hanna Süskind            |
| Ralph Moerman         | Simon Süskind            |
| Bijrollen             |                          |
| Nasrdin Dchar         | Felix Halverstad         |
| Rudolf Lucieer        | David Cohen              |
| Rob van de Meeberg    | Abraham Asscher          |
| Peter Post            | Albert Konrad Gemmeker   |
| Tygo Gernandt         | Piet Meerburg            |
| Maud Dolsma           | Vrouw met baby           |
| Kees Hulst            | Johan van Hulst          |
| Olga Zuiderhoek       | Henriette Pimentel       |
| Katja Herbers         | Fanny Philips            |
| Erich Krieg           | Willy Lages              |
| Hugo Haenen           | Isaak Kisch              |
| Dave Mantel           | Frits Groeteman          |
| Chava voor in 't Holt | Sylvie                   |
| Henk Poort            | Willem Henneicke         |
| Kaat Schwind          | Huisvrouw                |
| Krijn ter Braak       | Dr. Sluzker              |